# Municipio de Cullen
El municipio de Cullen (en inglés: Cullen Township) es un municipio ubicado en el condado de Pulaski en el estado estadounidense de Misuri. En el año 2010 tenía una población de 38431 habitantes y una densidad poblacional de 103,52 personas por km².

## Geografía
El municipio de Cullen se encuentra ubicado en las coordenadas 37°48′23″N 92°9′9″O / 37.80639, -92.15250. Según la Oficina del Censo de los Estados Unidos, el municipio tiene una superficie total de 371.26 km², de la cual 367.19 km² corresponden a tierra firme y (1.09%) 4.06 km² es agua.

## Demografía
Según el censo de 2010, había 38431 personas residiendo en el municipio de Cullen. La densidad de población era de 103,52 hab./km². De los 38431 habitantes, el municipio de Cullen estaba compuesto por el 71.49% blancos, el 15.13% eran afroamericanos, el 0.88% eran amerindios, el 3.27% eran asiáticos, el 0.7% eran isleños del Pacífico, el 2.93% eran de otras razas y el 5.59% pertenecían a dos o más razas. Del total de la población el 11.18% eran hispanos o latinos de cualquier raza.